# Anna Morozova
Anna Alexandrovna Morozova  (em russo:Анна Алекса́ндровна Морозова) (São Petersburgo, 11 de fevereiro de 1984) é uma jogadora de vôlei de praia russa.

## Carreira
Foi vice-campeã do Circuito Russo de Vôlei de Praia em 2001, obtendo os títulos nos anos de 2002 e 2004, também alcançou o terceiro lugar no Circuito Tcheco de Vôlei de Praia nos anos de 2000 e 2003.Na edição do Campeonato Mundial de Vôlei de Praia Sub-21 em 2002 esteve ao lado de Anna Bobrova na cidade de Le Lavandou na conquista da medalha de prata.No ano de 2003 em Saint-Quay-Portrieux disputou ao lado de Alexandra Shiryayeva o Campeonato Mundial de Vôlei de Praia Sub-21 e conquistaram a medalha de ouro.

## Títulos e resultados
- Circuito Russo  de Vôlei de Praia:2002 e 2004
- Circuito Russo  de Vôlei de Praia:2001
- Circuito Tcheco   de Vôlei de Praia:2000 e 2003